# アフターダーク
『アフターダーク』（afterdark）は、村上春樹の11作目の長編小説。

## 概要
2004年9月7日、講談社より刊行された。装丁は和田誠。写真は稲越功一。表紙と扉には「afterdark」という英題が記されている。2006年9月15日、講談社文庫として文庫化された。
村上は執筆のきっかけのひとつとして、ロベール・アンリコ監督のフランス映画『若草の萌えるころ』（1968年）を挙げている。
作中には村上が表現する、深夜の都会という「一種の異界」が描かれている。全18章において、具体的に23時56分から6時52分まで、一夜の不可逆的な時間軸の出来事として（各章、および物語の中にアナログ時計が描かれ、それぞれの物語の開始の時間を示している）、三人称形式と共に、「私たち」という一人称複数の視点から複数の場面（マリ、エリ、高橋、白川、カオルなどの様子）を捉えつつ物語は進む。しばしばその「私たち」は自意識を持つ語り手となるのが特徴である。
『ニューヨーク・タイムズ』のブック・レビューにおける「2007年注目の本」の小説部門ベスト100に、本書の英訳版が選出された。

## あらすじ
時刻は真夜中近く。深夜の「デニーズ」では様々な種類の人間が食事をとり、コーヒーを飲んでいる。その中である若い女性の一人客がずいぶん熱心に本を読んでいる。そして、大きな黒い楽器ケースを肩にかけた若い男が中に入ってきて、その女に「君は浅井エリの妹じゃない？」 と話しかける。無言の彼女に男は続ける。「君の名前はたしかユリちゃん」 彼女は簡潔に訂正する。「マリ」
部屋の中は暗い。しかし「私たち」の目は少しずつ暗さに慣れていく。美しい女がベッドに眠っている。マリの姉のエリだ。部屋のほぼ中央に椅子がひとつだけ置かれている。椅子に腰かけているのはおそらく男だ。
会話を交わしたあと、マリに話しかけた男が立ち去ると、金髪の大柄な女が店内に入ってくる。女はマリの向かいのシートに腰を下ろして「タカハシに聞いたんだけど、あんた中国語がべらべらにしゃべれるんだって？」と話しかける。女の名はカオルといい、ラブホテル「アルファヴィル」のマネージャーをやっていると言う。カオルはマリに通訳を頼みたいという。
「アルファヴィル」の部屋では、客に殴られ身ぐるみを剥がされた中国人の娼婦が声を出さずに泣いている。娼婦の名は郭冬莉（グオ・ドンリ）。マリと同じ19歳である。カオルは従業員のコオロギとコムギとともに防犯カメラのDVDを調べ、殴った男の映像を見つけ出す。
「アルファヴィル」の防犯カメラに映っていた、殴った男は、同僚たちがみんな帰ってしまったあとのオフィスでコンピュータの画面に向かって仕事をしている。
午前3時。「すかいらーく」でマリが一人で本を読んでいると、高橋が店に現れる。
エリはまだ眠り続けている。

## 登場人物
私たち
物語の語り手。「肉体を離れ、実体をあとに残し、質量を持たない観念的な視点」となり、どのような壁も抜け、空間を移動し、物語の場面を捉えることが出来るが、介入することは許されない中立的な存在。
浅井マリ
大学生。中国語を話すことができる。ボストン・レッドソックスの野球帽にパーカー、スタジアムジャンパーにブルージーンズと、男の子のような格好をしている。姉のエリにコンプレックスを抱いており、彼女を「白雪姫」、自分を「山羊飼いの娘」にたとえる。
浅井エリ
マリの姉。大学生で専攻は社会学。高橋の元同級生。子どもの頃から雑誌のモデルや稽古事などで忙しく、同じ家に暮らしながらもマリとは疎遠になっている。2ヶ月前から深い眠りについている。
高橋
大学生。法学科所属。下の名前はテツヤ。高円寺で一人暮らしをしている。ジャズのトロンボーン吹きであるが趣味の音楽をやめ、司法試験に専念しようとしている。昔ラブホテル「アルファヴィル」でアルバイトをしていた。右の頬の上に、子どもの頃に負ったという深い傷跡がある。
「顔のない男」
深く眠るエリをテレビ画面から見つめる正体不明の人物。顔に半透明のマスクをしている。
カオル
ラブホテル「アルファヴィル」のマネージャー。ホテルで起こったトラブルのために、中国語ができるマリを頼ってきた。半分は用心棒。昔は女子プロレスをやっていた。
コオロギ
「アルファヴィル」の従業員。関西弁を話す。元OL。
コムギ
「アルファヴィル」の従業員。
中国人の女の子（郭冬莉【グオ・ドンリ】）
中国の売春組織に身を置く。19歳。あるトラブルにより、白川に殴打され、身包みをはがされて「アルファヴィル」に置き去りにされる。
バイクの男
売春を取り仕切る組織の中国人。ホンダの大型スポーツ・バイクに乗り、白川を執拗に追う。
白川
会社員。中国人の女の子を買春し「アルファヴィル」に行く。

## 登場する文化・風俗
- 「ゴー・アウェイ・リトル・ガール」 - ジェリー・ゴフィンとキャロル・キングが作詞作曲した楽曲。パーシー・フェイス楽団の演奏によるものがデニーズの店内で流れる。なおパーシー・フェイスのバージョンはアルバム『Themes for Young Lovers』（1963年）で聴くことができる。
- カーティス・フラー - トロンボーン奏者。フラーのアルバム『ブルースエット』に収められた「ファイブ・スポット・アフターダーク」を聴いたとき、高橋は「両方の目からうろこがぼろぼろ落ちるような気がした」と語っている[7]。
- マーティン・デニー - 作曲家、ミュージシャン。エキゾチック・サウンドで一世を風靡した。マーティン・デニー楽団の「モア」がデニーズの店内で流れる[8]。
- ベン・ウェブスター - テナーサックス奏者。マリとカオルが入ったバーで、ウェブスターの古いレコードがかかる[9]。
- 『アルファヴィル』[注 4][注 5] - 1965年公開のフランス映画。ジャン＝リュック・ゴダール監督、エディ・コンスタンティーヌ、アンナ・カリーナ主演。ラブホテルの名前として登場する。
- ペット・ショップ・ボーイズ  - イギリスの音楽グループ（デュオ）。「ジェラシー」がすかいらーくの店内でかかる[12]。
- ホール・アンド・オーツ - アメリカの音楽グループ（デュオ）。「アイ・キャント・ゴー・フォー・ザット」が同じくすかいらーくの店内でかかる[13]。
- 「雪が降る」 - ベルギーの歌手アダモの歌。アダモ自身も歌った同曲の日本語歌詞を、コムギが歌う[14]。
- イヴォ・ポゴレリチ - ピアニスト。白川はポゴレリチの演奏する『イギリス組曲』を誰もいない勤務先でかける[15]。
- 『ある愛の詩』 - 1970年公開のアメリカ映画。高橋はマリに向かって映画のあらすじを詳しく説明する[16]。
- タカナシ乳業 - 日本で初めて「ローファットミルク」を発売した乳業メーカー。白川は妻に頼まれた「タカナシのローファット牛乳」をセブンイレブンで買う[17]。
- ソニー・ロリンズ - サックス奏者。ロリンズの「ソニームーン・フォア・トゥー」を高橋はバンドの練習で演奏する[18]。
- スガシカオ - 日本のシンガーソングライター。高橋が入ったセブンイレブンで「バクダン・ジュース」が流れる[19][注 6]。
- エドワード・ホッパー ‐ 20世紀のアメリカの画家。油彩画で広く知られているが、水彩画家と版画家としてエッチングにも熟練していた。彼の孤独という視点が、作中に隠喩されている。

## 翻訳
| 翻訳言語        | 翻訳者                             | 発行日         | 発行元                 |
| --------------- | ---------------------------------- | -------------- | ---------------------- |
| 英語            | ジェイ・ルービン                   | 2007年6月7日   | Harvill Press（英国）  |
| 英語            | ジェイ・ルービン                   | 2007年5月      | Knopf（米国）          |
| フランス語      | Hélène Morita, Théodore Morita     | 2007年1月      | Belfond                |
| ドイツ語        | Ursula Gräfe                       | 2005年11月     | DuMont Buchverlag Gmbh |
| イタリア語      | Antonietta Pastore                 | 2008年11月17日 | Einaudi                |
| スペイン語      | Lourdes Porta                      | 2008年         | Tusquest Editores      |
| カタルーニャ語  | Albert Nolla Cabellos              | 2012年9月      | Labutxaca              |
| ガリシア語      | Mona Imai Gabriel Álvarez Martínez | 2008年7月      | Editorial Galaxia      |
| ポルトガル語    | Maria João Lourenço                | 2008年         | Casa das Letras        |
| オランダ語      | ヤコバス・ウェスタホーヴェン       | 2006年2月      | Atlas                  |
| スウェーデン語  | Vibeke Emond                       | 2012年3月6日   | Norstedts              |
| デンマーク語    | Mette Holm                         | 2008年         | Klim                   |
| ノルウェー語    | Ika Kaminka                        | 2007年         | Pax forlag             |
| ポーランド語    | Anna Zielińska-Elliott             | 2007年         | Muza                   |
| チェコ語        | Tomáš Jurkovič                     | 2007年11月4日  | Odeon                  |
| ルーマニア語    | Iuliana Oprina                     | 2007年         | Polirom                |
| セルビア語      | Nataša Tomić                       | 2008年         | Geopoetika             |
| ロシア語        | Dmitry Viktorovich Kovalenin       | 2005年         | Eksmo                  |
| リトアニア語    | Ieva Susnytė                       | 2009年         | Baltos lankos          |
| 中国語 (繁体字) | 頼明珠                             | 2005年1月21日  | 時報文化               |
| 中国語 (簡体字) | 林少華                             | 2007年7月1日   | 上海訳文出版社         |
| 中国語 (簡体字) | 施小煒                             | 2012年2月      | 南海出版公司           |
| 韓国語          | 任洪彬（イム・ホンビン）           | 2005年5月      | 文学思想社             |
| タイ語          | นพดล เวชสวัสดิ์                       |                | สำนักพิมพ์กำมะหยี่          |